# R–5 (rakéta)
Az R–5 (NATO-kódja: SS–3 Shyster, GRAU-kódja: 8A62) szovjet közepes hatótávolságú, folyékony hajtóanyagú, egyfokozatú ballisztikus rakéta, melyet az OKB–1 tervezőirodában fejlesztettek ki Szergej Koroljov irányításával az 1940-es évek végén, az 1950-es évek elején. Nukleáris robbanófejjel felszerelt, módosított változata az R–5M. Alapjául szolgált több geofizikai rakétának.

## Története
A német V–2 ballisztikus rakétán alapuló korai szovjet ballisztikusrakéta-család utolsó tagja. Tervezése 1949-ben kezdődött, miután az R–1 és R–2 rakétákon alapuló R–3 közepes hatótávolságú ballisztikus rakéta fejlesztését félbehagyták. A 3000 km hatótávolságúra tervezett R–3 meghaladta az akkori szovjet rakétatechnika lehetőségeit, ezért helyette egy szerényebb teljesítményű, 1200 km hatótávolságú új ballisztikus rakéta tervezését kezdték el. Több konstrukciós újdonság is megjelent a rakétánál. Ez volt az első szovjet rakéta, amelynél a tüzelőanyag és a folyékony oxigén számára önhordó, tartályokat alkalmaztak, vagyis a rakéta teherviselő része egy héjszerkezet volt, Az oxidálóanyag-tartálynál nem alkalmaztak hőszigetelést. Ugyancsak újdonság volt az R–1 és R–2 rakétákhoz képest, hogy elhagyták a stabilizátort, bár az aerodinamikai kormányfelületeket meghagyták. Ezzel a rakéta aerodinamikailag instabil lett.
A rakétát kezdetben hagyományos robbanófejjel szerelték fel, egy 1 tonna tömegű repesz-romboló harci részt kapott. Később megjelent a három és öt repesz robbanófejjel szerelt változat is. 1955-ben kezdték el a munkát nukleáris szennyezőanyagot szétterítő harci részen (ld. piszkos bomba).
Hajtóműve az RD–103 folyékony hajtóanyagú rakétahajtómű,  Ez az R–1-en használt RD–100-as hajtómű nagyobb tolóerejű változata volt, melyet az OKB–456 tervezőiroda készített.
1953. március 15-én végezték az első kísérleti indítást az R–5-tel Kapusztyin Jar lőtéren. A tesztelés 1955. február 7-gi tartott három fázisban. Ezen idő alatt 34, többségében sikeres indítást végeztek a rakétával.
Az SZKP KB és a Szovjetunió Minisztertanácsa 1955. április 16-i közös rendeletében a rakéta fejlesztését befejezettnek nyilvánították, a sorozatgyártás alatt lévő 12 rakéta építését pedig felfüggesztették. A hagyományos robbanófejjel szerelt R–5-t nem rendszeresítették.
Már az R–5 tesztelése alatt elkezdték a rakéta továbbfejlesztését, melynek eredménye a nukleáris robbanófejjel felszerelt R–5M lett. A nukleáris robbanófejjel felszerelt ballisztikus rakéta ötlete már 1951-ben felmerült a szovjet vezetésben. Már az R–2-es rakétát is el akarták látni nukleáris robbanófejjel, de akkor az a terv nem valósult meg. A Szovjetunió Minisztertanácsa és az SZKP KB 1953. december 17-i 2962-1274 számú rendeletében határozott az atomtöltettel felszerelt ballisztikus rakéta létrehozásáról az RDSZ–4 nukleáris fegyver (atombomba) felhasználásával. Egy évvel később, 1954. április 20-án pedig a szovjet vezetés az R–5 rakéta nukleáris robbanófejjel történő felszereléséről rendelkezett.
A módosított, R–5M jelzésű rakéta (GRAU-kódja: 8K51) új irányítórendszert kapott, továbbá az üzembiztonság növelése érdekében a fontos berendezéseket megkettőzték, egyeseket háromszorozták. A megváltozott fejrész miatt megnövelték az aerodinamikai kormányok felületét.
Az R–5M fejlesztői tesztelése 1955. január 21-én kezdődött és 1956 februárjáig tartott Kapusztyin Jar rakétakísérleti-lőtéren. 14 indítást hajtottak végre, ezek közül csak egy volt sikertelen. Az állami teszteket 1956 januárjában és februárjában hajtották végre. Ennek során négy indítást végeztek atomrobbanófej-makettekkel, valamint további egy indítást éles nukleáris töltettel. Utóbbit Bajkal fedőnévvel hajtották végre és az R–5M rakétát 1956. február 2-án indították Kapusztyin Jarból. A 80 kt-ás nukleáris töltet Kazahsztán területén, Aralszktól (ma: Aral) kb. 200 km-re északra robbant fel.
Az R–5M ballisztikus rakétát 1956. június 21-én rendszeresítették a Szovjet Hadseregnél. Sorozatgyártása a dnyipropetrovszki 586. sz. gyárban (napjainkban: Déli Gépgyár) folyt. Összesen 48 darab sorozatgyártású R–5M rakétát készítettek.

## Alkalmazása
A hagyományos robbanófejjel felszerelt első változatát nem állították szolgálatba.
R–5 típusú rakétát használtak az 1961. október 9-én végrehajtott Grom művelet során is, amikor egy 40 km magasságban végrehajtott nukleáris robbantás fizikai jellemzőit vizsgálták.

## Kísérleti változatok

### M5RD
A fejlesztés alatt álló R–7 ballisztikus rakéta vezérlő rendszereinek repülési tesztjeihez használt változat. Két sorozatban 5–5 rakétát indítottak 1955 júniusa és szeptembere között. Ezek között három indítás során a harci rész különféle hőszigetelési megoldásait is tesztelték.

### R–5R
A rakéták sebességének mérésére fejlesztett cm-es hullámhosszú impulzus üzemű rádiólokátorok teszteléséhez használt változat. Ugyancsak vizsgálták velük a rakétahajtóművekből távozó gázsugárnak a rádióhullámok visszaverésére gyakorolt hatását, valamint a rakéta-hajtóanyaghoz kevert, gázionizációt csökkentő adalékanyagok hatékonyságát. Négy kísérleti rakétát készítettek, ebből hármat használtak fel 1956. május-júniusban.

## Geofizikai rakéták

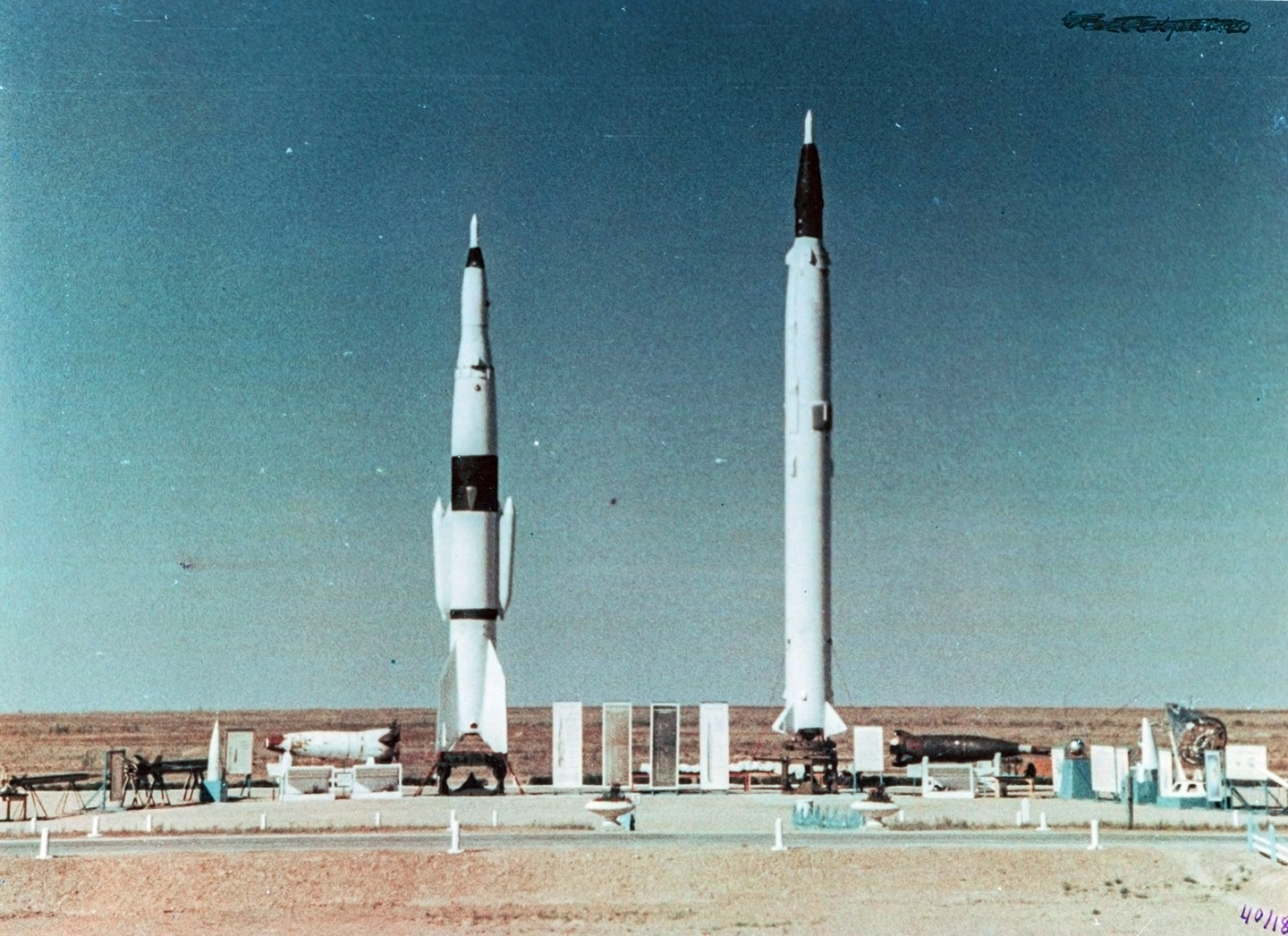
R–2A (balra) és R–5A (jobbra) rakétaszondák a Kapusztyin Jar rakétalőtéren

### R–5A
Az R–5M-en alapuló geofizikai rakéta, melyhez visszatérő műszerblokk-egységet dolgozott ki az OKB–1 tervezőiroda. A rakétát a légkör felső rétegének 500 km-es magasságig történő kutatása és tanulmányozása céljából készítették. Emellett az OKB–1 űrkutatási programjainak kísérleteihez is felhasználták, többek között egyes indításoknál kutyát is szállított a rakéta. Az R–5A geofizikai rakétákat Kapusztyin Jarból indították 1958–1961 között.

### R–5V
A felső légkör kutatásához 1963-ban kifejlesztett rakétaszonda. Az ezzel végzett kísérleteket elsősorban az OKB–1 tervezőirodánál fejlesztett 7K űrhajók tervezéséhez szolgáló aerodinamikai és hőtani modellezéshez használták fel. Először 1964. szeptember 21-én indították. 1964–1971 között 12 indításra került sor. Ezek közül kettő sikertelen volt, kettőt pedig az Interkoszmosz együttműködés Vertyikal kutatási programjának keretében hajtottak végre.